# Bankoualé
Bankoualé (arabisch بنكوالي), andere Schreibweise Bankwalé,  ist eine Gemeinde in der Region Tadjoura in Dschibuti.

## Lage und Umgebung
Bankoualé liegt in einem Tal des Goda-Massivs am Wadi des Aïbôli Dariyyou. Der Ort ist nach ca. 30 km von der Stadt Tadjoura  zunächst über die Nationalstraße RN9 und RN11 und dann über eine nur mit Allradfahrzeugen passierbare Piste zu erreichen.

## Wirtschaft
Die Gemeinde zeichnet sich aus durch den intensiven Anbau von Gemüse aus. Mittlerweile gibt es auch erste Ansätze, sanften Tourismus zu etablieren.

## Bilder

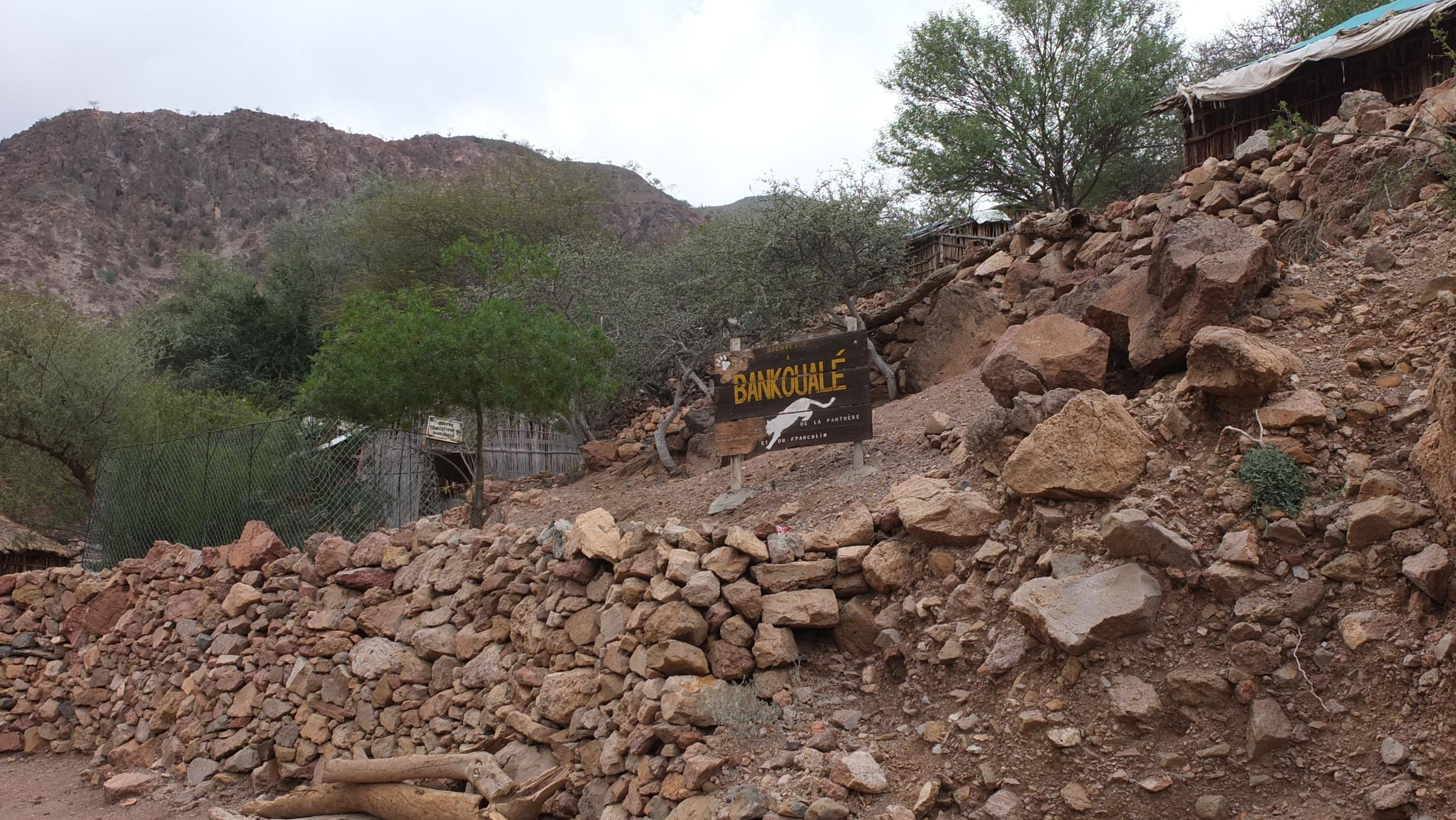
Ortseingang von Bankoualé
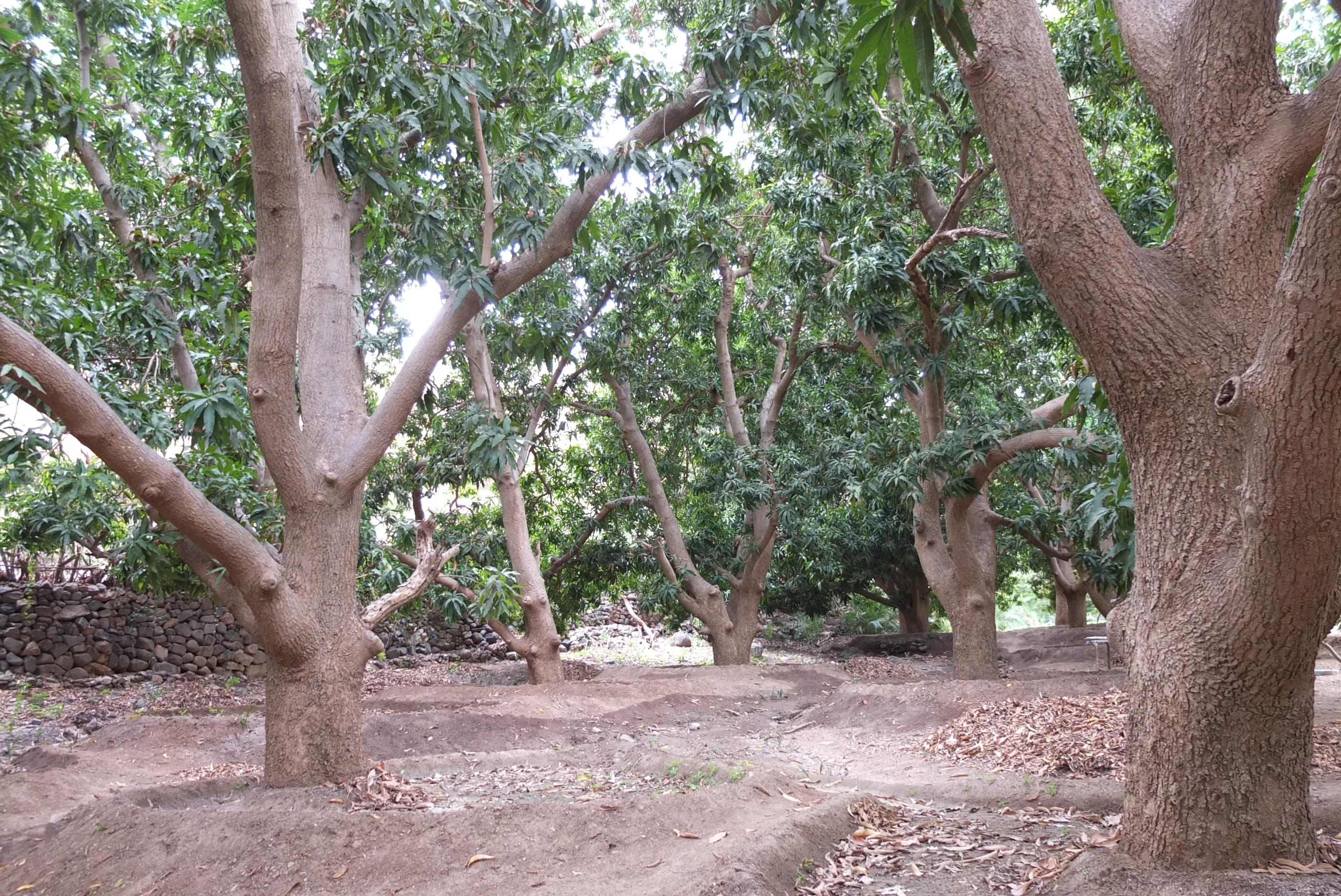
Garten mit Mangobäumen
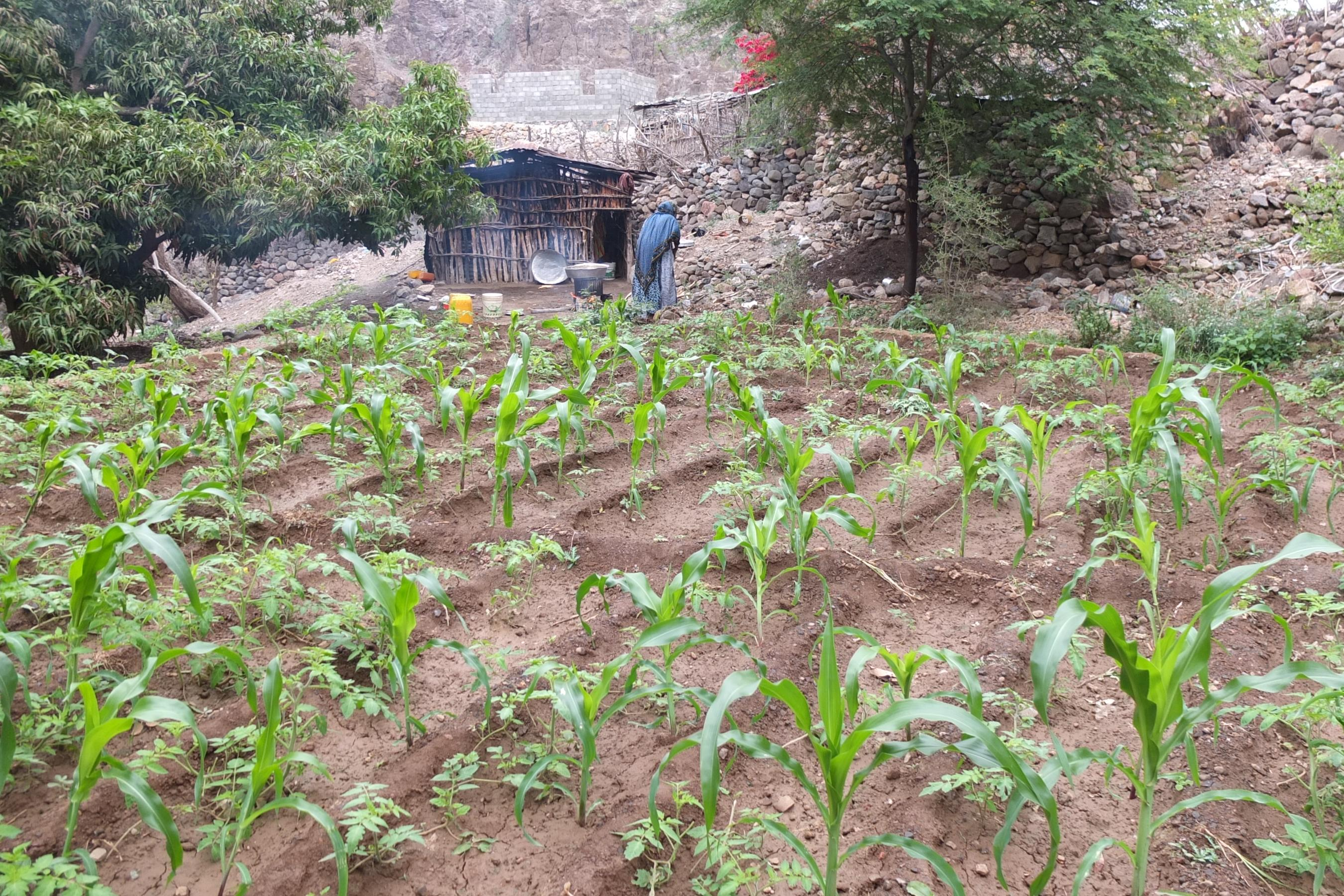
Bewässertes Maisfeld